# برخورد (فیلم ۱۳۷۰)
برخورد فیلمی به کارگردانی سیروس الوند و نویسندگی علیرضا آقابالایی، کامبوزیا پرتوی محصول سال ۱۳۷۰ است.

## خلاصه داستان
سعید فرزند یک خانواده متمکن در یک حادثه رانندگی باعث مرگ مردی می‌شود و می‌گریزد. پلیس از روی نشانه اتومبیل، پدر سعید را به اتهام قتل دستگیر می‌کند. وقتی موضوع روشن می‌شود سعید به جای پدر روانه زندان می‌شود. کوشش پدر سعید برای جلب رضایت همسر و برادر مقتول بی‌نتیجه است، تا این که بیماری کلیه همسر مقتول موجب می‌شود که علی، پسر عموی سعید که به دختر عمویش علاقه‌مند است، یکی از کلیه‌هایش را به زن ببخشد و ماجرا را به خوشی فیصله دهد. پس از این ماجرا برادر مقتول با همسر برادرش و علی با دختر عمویش ازدواج می‌کنند.

## بازیگران
- احمد نجفی
- فرزانه کابلی
- ناصر هاشمی
- هایده حائری
- سیروس ابراهیم‌زاده
- پردیس افکاری
- حسن جوهرچی
- بهمن کریمی
- علی‌اکبر طوفان‌پناه
- نصرت کریمی
- ملیحه نیکجومند
- پرویز شفیع‌زاده
- فاطمه مجلسی
- همایون خلیق
- فرانک محمدحسن
- هرمز نثری
- امیر خاتم ساز
- احمد دوست محمدی
- سپیده ابرآویز
- کاظم درویش
- لیلا کریمی
- وجیهه لقمانی
- امیر صادقیان
- حسین حسین‌زاده